# Ryan Seaman
Ryan Eric Seaman, född 23 september 1983 i Oxnard, Kalifornien, USA, är en amerikansk musiker, och även nuvarande trummis och bakgrundssångare i post-hardcore bandet Falling In Reverse. Han blev en officiell medlem 2011 då han ersatte den tidigare trummisen Scott Gee. Han spelade även tidigare trummor i post-hardcore-bandet I Am Ghost och även i bandet The Bigger Lights. 2001 spelade han gitarr i bandet The Flare som var med i Disney's film The Poof Point efter att Disney köpt två av bandets låtar.

## Diskografi
Med Aiden
- Aiden (2016)

Med I Am Ghost
- Lovers' Requiem (2006)

Med The Bigger Lights
- The Bigger Lights (2010)
- Battle Hymn (2011)

Med Dallon Weekes
- "Sickly Sweet Holidays" (2014)
- "Please Don't Jump (It's Christmas)" (2016)

Med Falling in Reverse
- Fashionably Late (2013)
- Just Like You (2015)
- Coming Home (2017)

Med I Dont Know How But They Found Me
- 1981 Extended Play (2018)
- Christmas Drag (2019)